# Chris Weitz

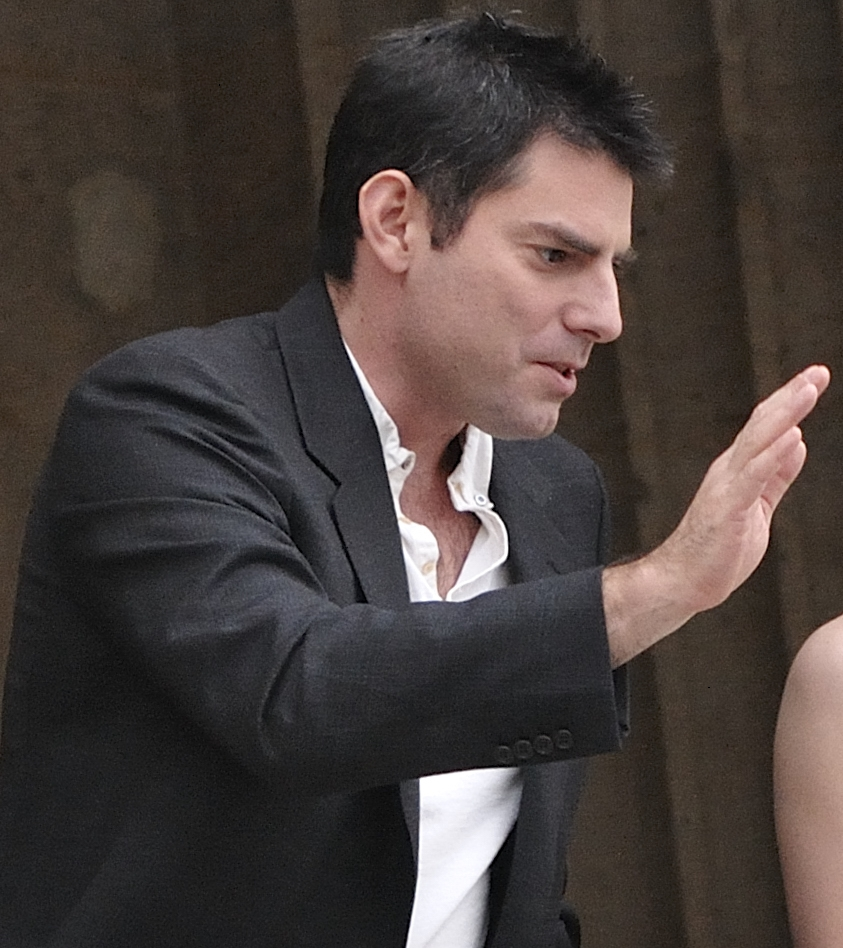
Chris Weitz (2009)

Christopher John „Chris“ Weitz (* 30. November 1969 in New York, NY) ist ein US-amerikanischer Drehbuchautor, Regisseur und Produzent. Er ist der jüngere Bruder von Paul Weitz.

## Biografie
Chris Weitz wurde 1969 in New York als Sohn von Susan Kohner und John Weitz geboren. Er studierte am Trinity College in Cambridge, England.
American Pie – Wie ein heißer Apfelkuchen aus dem Jahr 1999 war der erste Film, mit dem er als Filmproduzent in Erscheinung trat. Zuvor war er an der Entwicklung des Drehbuchs zu Antz beteiligt. Mit Einmal Himmel und zurück aus dem Jahr 2001 gab er sein Regiedebüt. Auf allen seinen Tätigkeitsgebieten folgten weitere Produktionen. Seine Arbeit an About a Boy oder: Der Tag der toten Ente brachte ihm 2003 eine Oscar-Nominierung in der Kategorie Bestes adaptiertes Drehbuch ein.

## Filmografie (Auswahl)

### Als Regisseur
- 2001: Einmal Himmel und zurück (Down to Earth Co-Regie mit Paul Weitz)
- 2002: About a Boy oder: Der Tag der toten Ente (About a Boy, Co-Regie mit Paul Weitz)
- 2007: Der Goldene Kompass (The Golden Compass)
- 2009: New Moon – Biss zur Mittagsstunde (The Twilight Saga: New Moon)
- 2011: A Better Life
- 2018: Operation Finale
- 2024: Afraid

### Als Drehbuchautor
- 1998: Antz
- 2000: Familie Klumps und der verrückte Professor (Nutty Professor II: The Klumps)
- 2001–2002: Off Centre (Fernsehserie, Schöpfer)
- 2002: About a Boy oder: Der Tag der toten Ente (About a Boy)
- 2007: Der Goldene Kompass (The Golden Compass)
- 2015: Cinderella
- 2016: Rogue One: A Star Wars Story
- 2017: Zwischen zwei Leben – The Mountain Between Us (The Mountain Between Us)
- 2022: Pinocchio
- 2023: The Creator
- 2024: Afraid

### Als Produzent
- 1999: American Pie – Wie ein heißer Apfelkuchen (American Pie)
- 2004: Reine Chefsache (In Good Company)
- 2005: Bickford Shmeckler’s Cool Ideas
- 2008: Nick und Norah – Soundtrack einer Nacht (Nick and Norah’s Infinite Playlist)
- 2009: A Single Man
- 2011: A Better Life
- 2016: Good Kids – Apfelkuchen war gestern (Good Kids)
- 2017: Columbus
- 2017: Career Day mit Hindernissen (A Happening of Monumental Proportions)
- 2018: Prospect
- 2019: The Farewell
- 2022: Crush
- 2022: Pinocchio
- 2023: Und dann kam Dad (About My Father)
- 2024: Afraid

### Als Darsteller
- 2000: Chuck & Buck
- 2005: Mr. & Mrs. Smith
- 2006: Bickford Shmeckler’s Cool Ideas (Stimme)